# Muerte (álbum de Canserbero)
Muerte es el segundo y último álbum de estudio del rapero y compositor venezolano Canserbero. El disco cuenta con 14 temas, los cuales hablan acerca de la muerte, la violencia, el crimen y el desamor. Es considerado uno de los mejores y más importantes álbumes en la historia del rap latino.

## Nombre del álbum
El cantante relataba en múltiples entrevistas que el nombre del álbum fue totalmente espontáneo, ya que la idea surgió luego de bajar de tarima después de un evento siendo alcanzado por la interrogante de un chico el cual le preguntó a manera de rumor si su próximo trabajo sería llamado "Muerte", Tyrone lo aseguró. Desde ese preciso momento tuvo el concepto para dar inicio al proceso de composición siendo descrita como "pesado, negativo y hostil" con letras cargadas de rimas las cuales describirían aspectos de la vida en Latinoamérica, tales como "Llovía" y "Un Día en el Barrio" siendo el factor clave la rabia. [cita requerida]

## Grabación del disco
Canserbero recalcaba que su música no era comercial, ya que su promoción era por vía Internet algo que está al alcance de todos. No había empresas o instituciones que promocionaran sus vídeos y su música pero aun así obtenía ingresos ya que quisiera o no su música estaba siendo rápidamente popularizada, todos sus álbumes fueron grabados de manera independiente en un baño acondicionado cómo estudio de grabación casero llamado "El techo", dónde estaba situado en la casa de un amigo el cual le ayudó en todos sus trabajos junto a su ex mánager y productor Leandro Añez Grippa, más conocido como Kpú.

## Lista de canciones
- Todas las letras están compuestas por Canserbero.[5]

| N.º   | Título                        | Duración |  |
| 1.    | «C'est La Mort»               | 7:39     |  |
| 2.    | «Es épico»                    | 6:02     |  |
| 3.    | «Ser vero»                    | 3:38     |  |
| 4.    | «En el valle de las sombras»  | 5:40     |  |
| 5.    | «Maquiavélico»                | 4:44     |  |
| 6.    | «Mundo de Piedra»             | 4:44     |  |
| 7.    | «Sin Mercy»                   | 3:22     |  |
| 8.    | «Un Día en el barrio»         | 6:19     |  |
| 9.    | «Llovía»                      | 4:52     |  |
| 10.   | «Y en un espejo vi»           | 4:18     |  |
| 11.   | «La hora del juicio»          | 3:52     |  |
| 12.   | «El primer trago»             | 6:22     |  |
| 13.   | «De mi muerte»                | 3:41     |  |
| 14.   | «Jeremías 17:5» (bonus track) | 5:18     |  |
| 60:10 |                               |          |  |

## Créditos
- Tirone José González Orama «Canserbero»: voz, composición.
- Leandro Añez Grippa «Kpú»: instrumental, producción.
- Leonardo Díaz «Afromak»: producción.
- Andrés Espinoza «Primobeatz»: producción.
- Luis Muñóz «Gbec»: producción.

## Vídeos musicales
- C'est La Mort
- Maquiavélico
- Mundo de Piedra
- Jeremías 17:5

## Recepción
La asociación estadounidense Recording Industry Association of America (RIAA), le otorgó el certificado de disco de plata al álbum Muerte, con más de 60 mil copias vendidas registradas.